# Condado de Oneida (Wisconsin)
O Condado de Oneida é um dos 72 condados do Estado americano do Wisconsin. A sede do condado é Rhinelander, e sua maior cidade é Rhinelander. O condado possui uma área de 3 201 km² (dos quais 288 km² estão cobertos por água), uma população de 36 776 habitantes, e uma densidade populacional de 13 hab/km² (segundo o censo nacional de 2000). Foi fundado em 1885.